# Calabarzon
Calabarzon és una regió de les Filipines, designada com a Regió IV-A. Va ser creada el 17 de maig de 2002, a partir de la divisió de Tagàlog Meridional (Regió IV) en dues parts: Calabarzon (Regió IV-A) i Mimaropa (Regió IV-B).
El nom de la regió és un acrònim de les cinc províncies que formen part de la regió: CAvite, LAguna, BAtangas, Rizal i QueZON. La regió comprèn també la ciutat autònoma de Lucena. Segons l'Ordre Executiva núm. 246, de 28 d'octubre de 2003, la ciutat de Calamba és la capital regional. Ocupa la part meridional occidental de l'illa de Luzon, al sud-est de Metro Manila.
La superfície de la regió és de 16.557 km². Segons el cens de 2007, té una població d'11.757.755 habitants, i així és la més poblada del país.

## Subdivisió administrativa
La regió de CALABARZON està composta per les següents unitats administratives de primer ordre:
| Província/Ciutat  | Capital        | Població (2007) | Superfície (km²) | Densitat de població (per km²) |
| ----------------- | -------------- | --------------- | ---------------- | ------------------------------ |
| Prov. de Batangas | Batangas       | 2.245.869       | 3.119,7          | 719,9                          |
| Prov. de Cavite   | Trece Martires | 2.856.765       | 1.512,4          | 1.888,9                        |
| Prov. de Laguna   | Santa Cruz     | 2.473.530       | 1.823,6          | 1.356,4                        |
| Prov. de Quezon   | Lucena         | 1.646.510       | 8.845,8          | 186,1                          |
| Prov. de Rizal    | Antipolo       | 2.298.691       | 1.175,8          | 1.955,1                        |
|                   |                |                 |                  |                                |
| Ciutat de Lucena  | —              | 236.390         | 80,2             | 2.947,1                        |
|                   |                |                 |                  |                                |
| CALABARZON        | Calamba        | 11.757.755      | 16.667,5         | 710,1                          |

Tot i que Lucena és sovint agrupada dins de la província de Quezon amb finalitats estadístiques per l'Oficina Nacional d'Estadística, com a ciutat altament urbanitzada és administrativament independent de la seva província.